# Эндометрит
Эндометрит — заболевание, которое вызывается воспалительным процессом в поверхностном слое эндометрия, внутренней слизистой оболочки тела матки.
Традиционно различают острый и хронический виды эндометрита.
Эндомиометритом называется воспалительный процесс, локализующийся в более глубоких тканях (базальный слой эндометрия, миометрий).

## Этиология (причины)
Эндометрит, как правило, вызывается восходящей инфекцией матки. Инфицирование возможно в следующих случаях:
- роды
- кесарево сечение
- аборт
- вагинальное обследование
- менструация
- половое сношение во время менструации
- лечебные и диагностические процедуры со вмешательством в матку
- общие инфекционные заболевания

## Диагностика
Диагностика основывается на данных анамнеза (внутриматочное вмешательство и др.), общего и гинекологического исследования и лабораторных данных (анализ крови, бактериоскопия, посевы и др.). После диагностики врач назначает лечение.

## Течение болезни

### Острый эндометрит
Болезнь протекает остро. Симптомы включают боль в нижней части живота, повышение температуры и ненормальные вагинальные кровотечения или выделения.
В пожилом возрасте развивается пиометра (накопление гноя в матке). Матка при этом шаровидная, увеличенная, мягкая, флюктуирующая.
Лечение пиометры сводится к удалению гноя из полости матки методом расширения канала её шейки.

### Хронический эндометрит
Клинические симптомы выражены значительно меньше, чем при остром: температура нормальная, выделения слизисто-гнойного характера, необильные, боль в пояснице незначительная. Нередко отмечаются расстройства менструального цикла типа меноррагии или метроррагии, что связано с нарушением сократительной функции матки.
При влагалищном исследовании матка увеличена, болезненна.
Диагностировать хронический метроэндометрит значительно труднее. Важными являются данные анамнеза, указывающие на перенесённый острый эндометрит, а также увеличение и болезненность матки, слизисто-гнойные выделения и нарушения менструального цикла.

## Лечение
Лечение хронического эндометрита должно быть комплексным и включать в себя два этапа. Первый этап это проведение этиотропной терапии антибиотиками широкого спектра действия и/или противовирусными препаратами. И второй этап это восстановление эндометрия и регенерация слизистой оболочки матки.
При лечении используются антибиотики широкого спектра действия.

## Осложнения
При отсутствии своевременного лечения при эндометрите инфекция может перейти в маточные трубы или более глубокие слои матки, что в дальнейшем может вызвать бесплодие, сепсис.

## Пиометра у животных
Заболевание тяжело протекает у собак и кошек, так как у этих животных матка занимает почти всю брюшную полость. Расширение рогов матки может быть симметричным или асимметричным. Развивается процесс из-за непроходимости шейки матки, в которой большую роль играют гормоны лютеиновых тел яичников. Пиометра обширный патологический очаг в организме, в дальнейшем вызывающий сепсис, тяжелую неспецифическую реакцию организма и летальный исход.